# Acacia concurrens
Espèce
Classification phylogénétique
Acacia concurrens est une espèce de plantes à fleurs de la famille des Fabaceae. C'est un arbuste de taille moyenne originaire du Queensland au nord-est de l'Australie.
Ses feuilles courbées, d'un vert brillant, peuvent atteindre 16 cm de long. Ses fleurs sont jaunes.
Il est utilisé pour faire des haies ou en bordure de route.